# Ohno Oil Hiroshima Oilers
Hiroshima Oilers est un club japonais de volley-ball fondé en 1992 et basé à Hiroshima, évoluant pour la saison 2017-2018 en V・Challenge 1 Ligue.

## Résultats en Ligue
| Ligue          | Ligue        | Position | Équipes | Matchs | Gagné | Perdu |
| -------------- | ------------ | -------- | ------- | ------ | ----- | ----- |
| V1.Ligue       | 6e (2003–04) | 7e       | 7       | 12     | 1     | 11    |
| V1.Ligue       | 7e (2004–05) | 6e       | 8       | 14     | 3     | 11    |
| V1.Ligue       | 8e (2005–06) | 6e       | 8       | 14     | 4     | 10    |
| V・Challenge   | 2006-07      | 4e       | 8       | 14     | 7     | 7     |
| V・Challenge   | 2007-08      | 5e       | 8       | 14     | 8     | 6     |
| V・Challenge   | 2008-09      | 4e       | 10      | 18     | 12    | 6     |
| V・Challenge   | 2009-10      | 6e       | 12      | 16     | 7     | 9     |
| V・Challenge   | 2010-11      | 9e       | 12      | 19     | 6     | 13    |
| V・Challenge   | 2011-12      | 4e       | 12      | 22     | 13    | 9     |
| V・Challenge   | 2012-13      | 9e       | 10      | 18     | 13    | 5     |
| V・Challenge   | 2013-14      | 5e       | 10      | 18     | 8     | 10    |
| V・Challenge   | 2014-15      | 3e       | 10      | 18     | 13    | 5     |
| V・Challenge 1 | 2015-16      | 6e       | 8       | 21     | 6     | 15    |
| V・Challenge 1 | 2016-17      | 6e       | 8       | 21     | 9     | 12    |

## Effectifs

### Saison 2013-2014
Entraîneur : Nami Kamioka  Japon